# Kisgergely József
Kisgergely József (Sajószentpéter, 1949. október 8. – 2023. november 28.) magyar táncművész, színész, énekes, koreográfus, balettmester, újságíró, könyvíró.

## Életpályája
Apja Kisgergely József fodrász (1908–1997), anyja Tóth Jolán ápolónő (1914–1991).
1972-ben az Állami Balett Intézet táncművészeként végzett, majd 1972-1974 között a Fővárosi Operettszínház szerződtette. 1974-1977 között a Békés megyei Jókai Színház színésze volt, ahol 1975-ben koreográfusként is kipróbálhatta magát (Beatrice Tanaka: Különös kaland a Vazul-cirkuszban). Ottani évei alatt a Békéscsabai Spartacus Előre tornaklub különböző korú lányainak balettmestereként is működött, majd visszatért a táncos pályára.
1977–1980 között a Pécsi Balett tagja volt, majd ismét pályát módosított. 1980-1995 között az Állami Bábszínház ügyelője volt, mellette 1981-2002 közt a budapesti Maxim Varieté táncosa, 1985-től szólistája volt, napi több előadáson. Közben 1991-1995 között az időközben felfedezett kontratenor hangjának köszönhetően a Fővárosi Operettszínházban az Őrült nők ketrece című musical előadássorozatának Chantaljaként énekelt és táncolt. Közben 1993-1999 között az Operettvilág Együttes táncos-énekes-színész tagjaként (német és magyar nyelvű előadásokkal) bejárta az országot és a világot Kolumbiától Japánig. Itt A denevér című Strauss-operettben ismét koreografálhatott. 
1993-ban kontratenor énekesként részt vett a Hamari Júlia által megrendezett I. Nemzetközi Barokk Énekverseny két fordulóján.
Közben 1978-tól folyamatosan dolgozott külsős újságíróként, főleg színházi témákban – az Esti Hírlap című napilaptól a Táncművészet című szaklapig.
Évtizedekig élt házasságban Mészáros Ágnes óvónővel, akitől két közös gyermekük (Éva 1975, Ádám 1979) született.
Kisgergely József halálhírét Szalai Zsolt, a Ruttkai Éva Színház igazgatója jelentette be 2023. november 28-án este.

## Színházi szerepei
- Hegedűs a háztetőn – Szása – Fővárosi Operettszínház – 1973. február 9.
- West Side Story – Snowboy – Fővárosi Operettszínház – 1973. december 10.
- Légy jó mindhalálig – Lisznyai úr – Békés megyei Jókai Színház – 1975. március 8.
- Makrancos Kata – Curtis – Békés megyei Jókai Színház – 1975. október 10.
- Viktória – Katona – Pécsi Nemzeti Színház – 1978. november 25.
- Őrült nők ketrece – Chantal – Fővárosi Operettszínház – 1991. szeptember 30.
- A cigánybáró – István, a kocsis (német nyelven) – Operettvilág Együttes – 1996. február 21.

## Tévéfilmek
- Bársony Rózsi show-ja (1973)

## Könyvei
- Éjjeli pillangók között... Bárban az igazság; Unió, Budapest, 1989
- Az ország kedvence volt: Gencsy Sári. Elfogult portré beszólásokkal; Classica Hungarica, Budapest, 2009 + DVD
- Strukturalista táncelemzés. Diplomamunka, 1971; szerzői, Budapest, 2015
- Győzelemre születtem. Színpadi hullámvasút; szerzői, Budapest, 2016
- Poénzsák. Ladányi Árpád szókimondó viccei; szerzői, Budapest, 2017